# Tarsia
Tarsia ist eine italienische Gemeinde (comune) mit 1825 Einwohnern (Stand 31. Dezember 2023) in der Provinz Cosenza, Region Kalabrien.

## Geographie
Tarsia liegt etwa 44 Kilometer nördlich von Cosenza entfernt. Der Ort liegt im unteren Teil des Flusses Crati. Die Nachbargemeinden sind Bisignano, Corigliano-Rossano, Roggiano Gravina, San Demetrio Corone, San Lorenzo del Vallo, San Marco Argentano, Santa Sofia d’Epiro, Spezzano Albanese und Terranova da Sibari.
Der Ort ist stark landwirtschaftlich geprägt. Angebaut beziehungsweise produziert werden, Obst, Getreide und Oliven sowie Rinder und Schafe.

## Geschichte
Unter dem faschistischen Regime von Benito Mussolini lag am Fuße des Ortes ein Internierungslager. Das Internierungslager Ferramonti di Tarsia beherbergte zwischen 1940 und 1943 2000 Zivilisten, zu rund drei Vierteln ausländische Juden, welche auf ihrer Fluchtroute von italienischen Sicherheitskräften aufgegriffen worden waren. Die lokale Bevölkerung half solidarisch bei der Versorgung der Insassen.
Im Jahr 2016 wurde das Projekt des Internationalen Friedhofs für ertrunkene Bootsflüchtlinge konkreter.